# マシュー・ロック

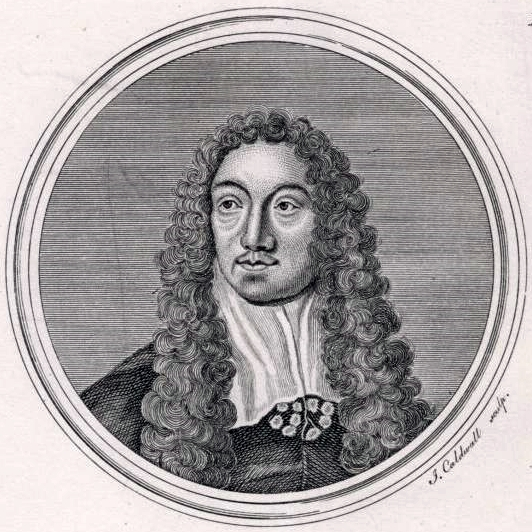
マシュー・ロック

マシュー・ロック（Matthew Locke, 1621年または1622年 おそらくデヴォン - 1677年8月 ロンドン）は、イングランド初期バロック音楽の作曲家。イギリス最初のオペラ作曲家であり、ヘンリー・パーセルに強い影響を及ぼした。

## 来歴
エグゼター大聖堂の少年聖歌隊員として音楽活動を始め、オルガン教育も受けた。オーランド・ギボンズの兄エドワードに師事する。オーランド・ギボンズの息子クリストファーとも知り合いとなり、その後も2人はしばしば協力関係を結んだ。エグゼター大聖堂のオルガニストの称号を得る。
イングランド内戦の時期に、皇太子時代のチャールズ2世の知己を得たが、チャールズ2世がオランダに亡命していた時代、その地で楽曲を作曲していたかどうかは疑わしい。王政復古後はチャールズ2世の寵臣となる。
1653年に、ポルトガル大使の歓迎式典のために、マスク《キューピッドと死神》をクリストファー・ギボンズと共作する。ジェームズ・シャーリーの台本によるこの作品は現存しているものの、最初の英語オペラと見なされている《ロードス島の攻囲 The Siege of Rhodes》（1656年～）は、あらかた散逸していて現存しない。《ロードス島の攻囲》は、ヘンリー・クックら他の数人の作曲家との共作であり、台本作家はウィリアム・デイヴナント卿であった。
一方、トマス・シャドウェルの台本による《テンペスト The Tempest》（1674年～）は現存している。この作品もまた共作で、アリアのいくつかはジョン・バニスターが、マスクのいくつかはペラム・ハンフリーが担当している。しかしながら、細部に首尾一貫性があり、全体像としてはいわゆる劇付随音楽として、ロックの手でまとめられている。この作品で記憶に残りやすいのは、「序幕の音楽（カーテン・テューン）」であり、ロックはクレシェンドを（音楽史上で）初めて使って、嵐を模倣した。
オリヴァー・クロムウェルが護国卿だった時期は、世俗音楽の作曲家にとっては都合の悪い時期であった。カトリックに改宗していたロックは、さらなる危険に曝された。
ロックは、ヘンリー・パーセルの父親やおじと親交があり、パーセル少年がロックを身近に知っていたことは間違いない。重要な出版人ジョン・プレイフォードとも親交があった。1650年代の中ごろに、ヘレフォードシャー出身の1歳年下の女性と結婚した。
ロックは、1660年の王政復古ののち、重用されるようになった。チャールズ2世は弦楽器に熱狂したため、ロックを新設された合奏団の作曲家と、私的な宮廷作曲家へと任命した。そのなかでロックは戴冠式の音楽を作曲しているが、器楽パートには伝統的な王宮吹奏楽団（His Majesty's Sagbutts and Cornetts）を利用している。加えてロックは、ジョヴァンニ・バッティスタ・ドラーギと競って、王妃キャサリンの専属オルガニストの地位を手に入れた。チャールズ2世のカトリック贔屓の態度からすれば、ロックの立場を強力に後押しした可能性もある。しかしながら、非カトリックの作曲家たちの怨みを買ったロックは、おそらく反対陣営からの横槍により、博士号を取得し損なったと推測される。
ロックの初期作品は、コプラリオやギボンズ、ウィリアム・ローズらが示してきたような、ガンバ・コンソートのためのファンタジアという古い伝統に依拠している。とはいえチャールズ2世は、この古臭いポリフォニー様式に興味があったわけではなく、大陸風のリズミカルな舞曲にすこぶる熱狂した。ロックは喜んで国王の要望に応えたが、外国人の宮廷作曲家が増え始めると、次第に態度を硬化した。ロックはイギリス音楽の擁護を自分のなすべき使命と見做したのである。自分がイギリス最高の音楽家であると十二分に自覚していたが、それに酔ったり溺れたりはしなかった。その後はライバルへの鞘当てを繰り返したが、攻撃された一人のジョン・バーチェンシャーは、毒舌をもって反発した。曰く、「（ロックは）明らかにカッとし易い性格だった。国王がルイ・グラビュのような人物を重用すると、とりわけ苛々したに違いない」（ルイ・グラビュは、ジョン・ドライデンが非常に熱狂した《アルビオンとアルバニウス》の作曲家。没個性的で凡庸な人物だったらしい）。ロックはそれでもマスクに多くの影響を与えたが、ロックの作風は、たいてい国王の好みよりも「重厚な」ところがあった。
器楽曲や劇音楽に加えて、ロックはアンセムの作曲家でもある。ロックのアンセムは単純明快でわりあい聴きやすく、それでいてしばしば驚くほどの衝撃力を秘めている。ロックのアンセムはとりわけジョン・ブロウに影響を及ぼした。
生前ロックは、多くの同僚作曲家から嫉妬の目を向けられたが、非常に声望の高い人物でもありつづけた。サミュエル・ピープスは、ロックの作品の価値を高く評価している。イギリス・バロック音楽の開拓者として、ロックは相応しい地位に就いていた。パーセルは宮廷作曲家としてロックの後を継ぎ、ロックのために追悼音楽を作曲した。後世になるとロック作品はいささか見逃されがちであったが、20世紀になると再評価が進む。かくてイギリスのバロック音楽におけるロックの重要性が、改めて認識されるようになったのである。

## 作品一覧

### 管絃楽曲
- 1661年 チャールズ2世の戴冠式のための行進曲Processional march for the coronation of Charles II
- 1673年 声楽つきサンフォニー《プシュケー》 Psyche   - 台本：トマス・シャドウェル
- 4つの部分からなるコンソート Consorts of Fower Parts
  1. 管弦楽組曲 第1番 ニ短調
    1. ファンタジア
    2. クーラント
    3. エール
    4. サラバンド

  2. 管弦楽組曲 第2番 ニ調
    1. ファンタジア
    2. クーラント
    3. エール
    4. サラバンド

  3. 二重奏曲 第1番 ハ長調
  4. 管弦楽組曲 第3番 ヘ長調
    1. ファンタジア
    2. クーラント
    3. エール
    4. サラバンド

  5. 管弦楽組曲 第4番 ヘ長調
    1. ファンタジア
    2. クーラント
    3. エール
    4. サラバンド

  6. 二重奏曲 第2番 ニ長調
  7. 管弦楽組曲 第5番 ト短調
    1. ファンタジア
    2. クーラント
    3. エール
    4. サラバンド

  8. 管弦楽組曲 第6番 ト長調
    1. ファンタジア
    2. クーラント
    3. エール
    4. サラバンド
- 宮廷吹奏楽団のための音楽 Music for His Majestys Sagbutts and Cornetts
  1. パヴァンとアルマンド
  2. 管弦楽組曲 ニ短調
    1. アルマンド
    2. クーラント
    3. アルマンド
    4. サラバンド

  3. 管弦楽組曲 ヘ長調
    1. アルマンド
    2. クーラント
    3. アルマンド
    4. サラバンド

  4. パヴァンとアルマンド（リプリーゼ）
- シンフォニア「音楽のはしため」 Musick's Handmaide: Symphony
- 6つの楽章からなるパヴァン Pavan in six parts
- 6つの楽章からなるアルマンド Saraband in six parts
- 小コンソート「組曲 第1番 ト短調」 The Little Consort: Suite I
- 小コンソート「組曲 第2番 ハ長調」 The Little Consort: Suite II
- ヘ長調のヴォランタリー Voluntary

### 機会音楽
- 1653年 Cupid and Death opera - 台本：ジェームズ・シャーリー
- 1667年 The Tempest semi-opera theatermuziek - 台本：トマス・シャドウェル
  1. 導入部
  2. ガリアルド
  3. ガヴォット
  4. サラバンド
  5. Lilk
  6. 序幕の音楽（カーテン・テューン）
  7. 第1幕の音楽：田園風のエール
  8. 第2幕の音楽：メヌエット
  9. 第3幕の音楽：クーラント
  10. 第4幕の音楽：軍人のジグ
  11. 終幕：4声の二重カノン
- 1673年 歌劇《モロッコの女王 The Empress of Morocco》 台本：エルカナー・セトル
- 1673年 劇付随音楽《メロテジア Melothesia》
  1. 7つのオルガン・ヴォランタリー
    1. イ短調
    2. ヘ長調
    3. イ短調
    4. ニ短調
    5. ト長調
    6. イ短調
    7. ニ短調 (2台オルガンのための)

  2. 組曲 第4番 ニ長調
    1. 前奏曲
    2. アルマンド
    3. クーラント
    4. サラバンド
    5. ファンタジア

  3. ハープシコードのための組曲 ハ長調
- 歌劇《ロードス島の攻囲 The Siege of Rhodes》 - 台本：Davenant

### オルガン作品
- ヴォランタリー イ短調 Voluntary

### アンセム
- Audi, Domine, clamantes ad te
- Be thou exalted Lord
- Break, distracted heart
- Descende caelo cincta sosoribus （オックスフォード・オード）
- How doth the city sit solitary
- Jesu auctor clementie
- 主よ、わが終わりを知らしめたまえ Lord, let me know my end
- すべての国々よ、主にありて喜べ O be joyful in the Lord, all ye lands
- バビロンの河の流れに Super flumina Babylonis

### 器楽伴奏つき歌曲
- The delights of the bottle（リュート伴奏歌曲）

### 室内楽
- 1652年 2台のヴィオラ・ダ・ガンバのための二重奏曲 Duo's
  1. ハ長調
  2. ハ短調
- 6声のカノン Canon
- ２声部のコンソート「友人たちに」 Consort of Two Parts (For Several Friends)
  1. 組曲 第6番 イ短調
- リュートのためのクーラントとサラバンド Courante - Sarabande
- リュートのための幻想曲（ハープシコードのための組曲）イ長調
- マスク Masques
  1. シンフォニア Simphonia
  2. 管弦楽組曲 第1番 ト短調
    1. ファンタジア
    2. パヴァン
    3. エール
    4. クーラント
    5. サラバンド
    6. ジグ
    7. エール
    8. クーラント
    9. サラバンド

  3. 管弦楽組曲 第2番 変ロ長調
    1. ファンタジア
    2. パヴァン
    3. エール
    4. クーラント
    5. サラバンド
    6. ジグ

  4. フェラボスコのガリアルド Gallarde Faraboscho
  5. 管弦楽組曲 第3番 ニ調
    1. ファンタジア
    2. パヴァン
    3. エール
    4. クーラント
    5. エール
    6. クーラント
    7. サラバンド

  6. 管弦楽組曲 第4番 ホ短調
    1. パヴァン
    2. Almand
    3. Courante
    4. エール
    5. サラバンド
    6. ジグ

  7. La Pertenisse
  8. 管弦楽組曲 第5番 ヘ長調
    1. ファンタジア
    2. パヴァン
    3. エール
    4. クーラント
    5. アルマンド
    6. サラバンド
    7. ジグ（終曲）

  9. 管弦楽組曲 第6番 イ短調
    1. パヴァン
    2. エール
    3. （無題、クーラント？）
    4. ファンタジア
    5. エール
    6. クーラント
    7. ジグ（終曲）
    8. マスクのアルマンド

  10. 管弦楽組曲 第7番 ハ調
    1. ファンタジア
    2. パヴァン
    3. エール
    4. クーラント
    5. サラバンド
    6. エール
    7. Courante
    8. サラバンド

  11. 管弦楽組曲 第8番 ニ短調
    1. パヴァン
    2. エール
    3. クーラント
    4. サラバンド
    5. モドゥラツィオ
- ブロックフレーテ四重奏のための組曲 第4番 ホ短調
- ハープシコードのための組曲 ハ長調 Suite
- ハープシコードのための組曲 ニ長調 Suite
  1. 前奏曲
  2. アルメイン
  3. クーラント
  4. サラバンド
  5. ジグ
- リュートのための組曲 ハ長調 Suite in C
- 2つのヴィオラ・ダ・ガンバのための組曲 ハ長調 Suite in C voor twee viola da gamba's
- （フルート、ヴァイオリン、ヴィオラ・ダ・ガンバ、キタローネのための）ブロークン・コンソート 第1番 The Broken Consort - Part 1
  1. 組曲 第1番 ト短調
  2. 組曲 第2番 ト長調
  3. 組曲 第3番 ハ長調
    1. 幻想曲
    2. クーラント
    3. エール
    4. サラバンド

  4. 組曲 第4番 ハ長調
    1. 前奏曲
    2. サラバンド
    3. ガヴォッタ

  5. 組曲 第5番 ニ短調
  6. 組曲 第6番 ニ長調
    1. ファンタジア
    2. クーラント
    3. エール
    4. サラバンド
- （フルート、ヴァイオリン、ヴィオラ・ダ・ガンバ、キタローネのための）ブロークン・コンソート 第2番 The Broken Consort - Part 2
  1. 組曲 第5番 ホ短調
- わが従兄弟ケンブル氏のためのフラット・コンソート The Flat Consort For My Cousin Kemble
  1. 組曲 第1番 ハ短調